# Алания-2
«Алания-2» — российский футбольный клуб из Владикавказа, вторая команда (фарм-клуб) «Алании».

## История
В 1990-х годах дублирующий состав владикавказского клуба выступал в низших дивизионах Профессиональной футбольной лиги под названиями «Спартак-Алания»-д (1995), «Алания»-д (1997) и «Алания»-2 (1998).
Принимавшая в 2001—2009 годах участие в зоне «Юг» / ЮФО/СКФО первенства России среди ЛФК любительская команда владикавказского клуба в ряде сезонов носила название «Алания-2».
В 2021 году «Алания» заявила вторую команду, ранее выступавшую в чемпионате республики, в ФНЛ-2 — третий по силе дивизион страны. В дебютном матче сезона 24 июля «Алания-2» в Таганроге проиграла со счётом 0:3 клубу «Форте». Во 2-м туре 1 августа «Алания-2» с тем же счётом потерпела поражение от махачкалинского «Динамо», матч этот был формально домашним для владикавказской команды, но прошёл в Махачкале. Из-за отсутствия в республике стадиона, соответствующего всем требованиям третьей категории, местом проведения домашних матчей «Алании-2» являлась сначала «Ессентуки Арена» в городе Ессентуки, затем стадион имени Султана Билимханова в Грозном. С 18 сентября 2022 года команда стала проводить домашние матчи во Владикавказе, на стадионе футбольной академии «Алания».
В зимнюю паузу сезона 2024/25 из-за сокращения финансирования клуба «Алания» команда «Алания-2» была распущена.

## Результаты выступлений на уровне ПФЛ и ФНЛ
| Год     | Турнир                              | Место    | И  | В  | Н | П  | Мячи   | О  | Бомбардир                                    | Главный тренер             | Примечания                     |
| ------- | ----------------------------------- | -------- | -- | -- | - | -- | ------ | -- | -------------------------------------------- | -------------------------- | ------------------------------ |
| 1995    | Третья лига, зона 1                 | 13 из 15 | 28 | 5  | 4 | 19 | 27-62  | 19 | Яго Кокоев — 4 мяча                          | Степанян Калин Ервандович  | Команда снята после 30 туров   |
| 1997    | Третья лига, зона 1                 | 9 из 13  | 48 | 12 | 7 | 29 | 66-119 | 43 | Тамерлан Сикоев, Эдуард Бакаев — по 11 мячей | ?                          | Команда снята после 3-го круга |
| 1998    | Второй дивизион, зона «Юг»          | 20 из 21 | 40 | 7  | 7 | 26 | 32-83  | 28 | Тамерлан Джиоев — 6 мячей                    | Липатов Валерий Юрьевич    |                                |
| 2021/22 | Второй дивизион, группа 1           | 16 из 17 | 32 | 2  | 6 | 24 | 32-97  | 12 | Давид Хокришвили — 6 мячей                   | Горохов Валерий Викторович |                                |
| 2022/23 | Вторая лига, группа 1               | 13 из 13 | 32 | 4  | 7 | 21 | 26-69  | 19 | Руслан Гогниевангл. — 8 мячей                | Горохов Валерий Викторович |                                |
| 2023    | Вторая лига, дивизион «Б», группа 1 | 12 из 14 | 20 | 4  | 3 | 13 | 25-48  | 16 | Таймураз Тобоев — 5 мячей                    | Маргиев Дмитрий Викторович |                                |
| 2024    | Вторая лига, дивизион «Б», группа 1 | 16 из 17 | 32 | 4  | 5 | 23 | 24-87  | 17 | Давид Кокоев — 5 мячей                       | Маргиев Дмитрий Викторович |                                |

## Клубные цвета
| Красный | Жёлтый | Белый |

### Комментарии
1. ↑  В СМИ тех лет также встречался вариант с прописной буквой «Д» и различным расположением кавычек — «Спартак-Д»[4], «Алания»-Д и «Алания»-2[5][6][7].
2. 1 2  Первенство проходило в два этапа, на втором этапе в подгруппе «Б» (за места, начиная с 7-го) учитывалась часть матчей первого этапа. Приведены суммарные показатели в сыгранных матчах.
3. ↑  По ходу сезона сообщалось о назначении нового тренера Сослана Бетеева[19].
4. ↑  По ходу сезона сообщалось о назначении нового главного тренера Аслана Засеева после ухода Сослана Бетеева[21][22].